# Rue d'Aix (Marseille)
La rue d'Aix est une voie de la ville de Marseille.

## Situation et accès
Cette rue est située dans le 1er arrondissement de Marseille. Elle prolonge vers le nord le cours Belsunce jusqu'au croisement avec le Boulevard Charles-Nédelec devant la porte d'Aix. 